# 红桥街道 (六盘水市)
红桥街道是中华人民共和国贵州省六盤水市水城区下辖的一个街道办事处。

## 行政区划
红桥街道下辖以下村级行政区划单位：
鱼塘社区、银矿社区、严家寨社区、红山社区、白泥社区、付家营社区。